# Biosteres longicauda
Biosteres longicauda är en stekelart som först beskrevs av Thomson 1895.  Biosteres longicauda ingår i släktet Biosteres och familjen bracksteklar. Arten är reproducerande i Sverige. Inga underarter finns listade.